# Zombie Rage
Zombie Rage (Originaltitel The Rage) ist ein US-amerikanischer Splatterfilm von Robert Kurtzman aus dem Jahr 2007.

## Handlung
Ein verrückter Wissenschaftler entwickelt ein Virus, das die infizierten Organismen in unbändige Raserei versetzt. Er testet das Virus in seinem in einem einsamen Wald gelegenen Laboratorium an unschuldigen Menschen. Als eines der Opfer entkommt und stirbt, stecken sich Leichenfledderer mit dem Virus an und werden zu Menschenfressern.

## Hintergrund
Die Welturaufführung fand am 13. Juli 2007 auf dem Fantasia Festival in Montreal statt. Im Mai 2011 erschien eine leicht gekürzte Fassung in deutscher Synchronisation auf DVD. In den USA, dem Vereinigten Königreich, Australien und Deutschland bestehen Altersbeschränkungen jeweils ab 18 Jahren.
Im Jahr 2010 wurde mit Rage 2 – Dead Matter ein scheinbarer Nachfolger inszeniert. Bis auf den Titel ist jedoch nur die Mitwirkung des Darstellers Andrew Divoff in der Hauptrolle sowie die Beteiligung Robert Kurtzmans als Produzent eine Gemeinsamkeit der beiden Produktionen.

## Kritiken
Filmstarts bewertet den Film als „puristische Metzelorgie, die ihren engen Horizont kennt, sich einen Dreck um Political Correctness schert“, sie biete „blutrünstige Effekte“.
Das Fantasy FilmFest schreibt in seinem Programmheft: „…THE RAGE ist ein Low-Budget-Trashfeuerwerk …“